# Saut en longueur masculin aux championnats du monde d'athlétisme 2022
Pour des articles plus généraux, voir Championnats du monde d'athlétisme 2022 et Saut en longueur aux championnats du monde d'athlétisme.
Navigation
Doha 2019 Budapest 2023
L'épreuve du saut en longueur masculin des championnats du monde de 2022 se déroule les 15 et 16 juillet 2022 au sein du stade Hayward Field à Eugene, aux États-Unis.

## Mimimas de qualification
Le minima de qualification est fixé à 8,22 m, la période de qualification est comprise entre le 27 juin 2021 et le 26 juin 2022.

## Résultats

### Finale
| Rang               | Athlète            | Pays       | Essais | Essais | Essais | Essais | Essais | Essais | Marque | Notes |
| Rang               | Athlète            | Pays       | 1      | 2      | 3      | 4      | 5      | 6      | Marque | Notes |
| ------------------ | ------------------ | ---------- | ------ | ------ | ------ | ------ | ------ | ------ | ------ | ----- |
| Médaille d'or      | Wang Jianan        | Chine      | 7.94   | x      | 8.03   | x      | 8.03   | 8.36   | 8.36   | SB    |
| Médaille d'argent  | Miltiádis Tedóglou | Grèce      | x      | 8.30   | 8.29   | 8.24   | 8.32   | 8.20   | 8.32   |       |
| Médaille de bronze | Simon Ehammer      | Suisse     | 6.42   | 8.16   | 7.78   | x      | x      | 7.94   | 8.16   |       |
| 4                  | Maykel Massó       | Cuba       | x      | 8.15   | x      | 7.79   | 8.02   | 7.88   | 8.15   | SB    |
| 5                  | Steffin McCarter   | États-Unis | 7.87   | 8.04   | x      | 7.88   | 7.87   | x      | 8.04   |       |
| 6                  | Marquis Dendy      | États-Unis | x      | 8.02   | 7.98   | x      | x      | x      | 8.02   |       |
| 7                  | Murali Sreeshankar | Inde       | 7.96   | x      | x      | 7.89   | x      | 7.83   | 7.96   |       |
| 8                  | Eusebio Cáceres    | Espagne    | 7.91   | x      | 7.93   | x      | x      | x      | 7.93   |       |
| 9                  | Wayne Pinnock      | Jamaïque   | 7.33   | 7.88   | 7.84   |        |        |        | 7.88   |       |
| 10                 | Yūki Hashioka      | Japon      | x      | x      | 7.86   |        |        |        | 7.86   |       |
| 11                 | Thobias Montler    | Suède      | 6.12   | 7.74   | 7.81   |        |        |        | 7.81   |       |
| 12                 | Henry Frayne       | Australie  | x      | 7.80   | x      |        |        |        | 7.80   |       |

### Qualification
Qualifications : 8,15 m ou les 12 meilleurs sauteurs.
| Rang | Groupe | Athlète                   | Pays           | Essais | Essais | Essais | Marque | Notes |
| Rang | Groupe | Athlète                   | Pays           | 1      | 2      | 3      | Marque | Notes |
| ---- | ------ | ------------------------- | -------------- | ------ | ------ | ------ | ------ | ----- |
| 1    | A      | Yūki Hashioka             | Japon          | x      | 8.18   |        | 8.18   | Q     |
| 2    | A      | Marquis Dendy             | États-Unis     | 7.80   | 8.02   | 8.16   | 8.16   | Q     |
| 3    | A      | Thobias Montler           | Suède          | x      | 7.83   | 8.10   | 8.10   | q     |
| 4    | A      | Simon Ehammer             | Suisse         | x      | 7.90   | 8.09   | 8.09   | q     |
| 5    | B      | Miltiádis Tedóglou        | Grèce          | 8.03   | x      | x      | 8.03   | q     |
| 6    | A      | Eusebio Cáceres           | Espagne        | x      | x      | 8.03   | 8.03   | q     |
| 7    | B      | Murali Sreeshankar        | Inde           | 7.86   | 8.00   | x      | 8.00   | q     |
| 8    | A      | Henry Frayne              | Australie      | 7.99   | x      |        | 7.99   | q     |
| 9    | A      | Wayne Pinnock             | Jamaïque       | 7.74   | 7.98   | x      | 7.98   | q     |
| 10   | B      | Wang Jianan               | Chine          | 7.98   | x      | 7.69   | 7.98   | q     |
| 11   | B      | Steffin McCarter          | États-Unis     | 7.94   | x      | 7.93   | 7.94   | q     |
| 12   | B      | Maykel Massó              | Cuba           | x      | 7.93   | 7.60   | 7.93   | q     |
| 13   | B      | Emiliano Lasa             | Uruguay        | 7.89   | 7.82   | x      | 7.89   |       |
| 14   | B      | Radek Juška               | Tchéquie       | x      | x      | 7.87   | 7.87   |       |
| 15   | A      | Rushwal Samaai            | Afrique du Sud | 6.34   | 7.86   | x      | 7.86   |       |
| 16   | B      | Christopher Mitrevski     | Australie      | 7.79   | 7.57   | 7.83   | 7.83   |       |
| 17   | B      | William Williams          | États-Unis     | 7.83   | 7.53   | 7.74   | 7.83   |       |
| 18   | B      | LaQuan Nairn              | Bahamas        | 7.80   | x      | 7.80   | 7.80   |       |
| 19   | B      | Jovan van Vuuren          | Afrique du Sud | 7.80   | x      | 7.50   | 7.80   |       |
| 20   | A      | Jeswin Aldrin Johnson     | Inde           | x      | x      | 7.79   | 7.79   |       |
| 21   | B      | Natsuki Yamakawa          | Japon          | 7.50   | 7.72   | 7.75   | 7.75   |       |
| 22   | A      | Huang Changzhou           | Chine          | 7.59   | 7.75   | 7.68   | 7.75   |       |
| 23   | A      | Muhammed Anees Yahiya     | Inde           | 7.19   | 7.73   | 7.58   | 7.73   |       |
| 24   | B      | Tristan James             | Dominique      | x      | 7.72   | 7.59   | 7.72   |       |
| 25   | A      | José Luis Mandros         | Pérou          | x      | 7.71   | x      | 7.71   |       |
| 26   | A      | Kristian Pulli            | Finlande       | 7.55   | 7.56   | 7.31   | 7.56   |       |
| 27   | A      | Samory Fraga              | Brésil         | x      | 7.51   | 6.77   | 7.51   |       |
| 28   | A      | Salim Saleh Mus Al Yarabi | Oman           | x      | 7.43   | 7.29   | 7.43   |       |
| 29   | B      | Benjamin Gföhler          | Suisse         | 7.41   | 7.39   | 7.40   | 7.41   |       |
|      | A      | Cheswill Johnson          | Afrique du Sud | x      | x      | x      | NM     | NM    |
|      | B      | Héctor Santos             | Espagne        | x      | x      |        | NM     | NM    |
|      | B      | Tajay Gayle               | Jamaïque       | x      | x      | x      | NM     | NM    |

## Légende
Records et Performances
- AR : Record continental (area record)
- CR : Record des championnats (championship record)
- MR : Record du meeting (meet record)
- NR : Record national (national record)
- OR : Record olympique (olympic record)
- PR : Record paralympique (paralympic record)
- PB : Record personnel (personal best)
- SB : Meilleure performance personnelle de la saison (season's best)
- WL : Meilleure performance mondiale de l'année (world leader)
- WJR : Record du monde junior (world junior record)
- WR : Record du monde (world record)

Circonstances et Conditions
- DNF : N'a pas terminé (did not finish)
- DNS : N'a pas pris le départ (did not start)
- DQ : Disqualification (disqualification)
- NM : Aucun essai valable enregistré (No Mark)
- Q : Qualifié « directement » au prochain tour (ou à la prochaine compétition), lors d'une compétition majeure, grâce au classement ou à la réalisation des minima (automatic qualifier)
- q : Qualifié au prochain tour (ou à la prochaine compétition), lors d'une compétition majeure, grâce au repêchage ou à la réalisation de l'une des meilleures performances parmi celles des « non qualifiés directement » (grâce au meilleur temps ou à la meilleure distance par exemple) (secondary qualifier)